# Gerichtsbezirk Lofer
Der Gerichtsbezirk Lofer war ein dem Bezirksgericht Lofer unterstehender Gerichtsbezirk im Bundesland Salzburg. Der Gerichtsbezirk bestand bis Ende Mai 1923 und umfasste den nördlichen Teil des Bezirks Zell am See.

## Geschichte
Der Gerichtsbezirk Lofer wurde gemeinsam mit 22 anderen Gerichtsbezirken in Salzburg durch einen Erlass des k.k. Oberlandesgerichtes Linz am 4. Juli 1850 geschaffen und umfasste ursprünglich die elf Steuergemeinden Au, Gföll, Hallenstein, Lofer, Obstthurn, Reit, St. Martin, Scheffsnoth, Unken, Unterweißbach und Wildenthal.
Der Gerichtsbezirk bildete im Zuge der Trennung der politischen von der judikativen Verwaltung
ab 1868 gemeinsam mit den Gerichtsbezirken Mittersill, Saalfelden, Taxenbach und Zell am See den Bezirk Zell am See.
Der Gerichtsbezirk Lofer wurde per 1. Juni 1923 gemeinsam mit den Gerichtsbezirken Golling und Mattsee aufgelöst, wobei der Gerichtsbezirk Lofer dem Gerichtsbezirk Saalfelden zugeschlagen wurde.

## Gerichtssprengel
Der Gerichtsbezirk Lofer umfasste vor der Auflösung das Gebiet der heutigen vier Gemeinden Lofer, Sankt Martin bei Lofer, Weißbach bei Lofer und Unken.